# Rolando Brito
Rolando Brito Rodríguez (n.La Habana, Cuba, 15 de mayo de 1957) es un actor cubano, padre de la también actriz Livia Brito. Se graduó de la Escuela Nacional de Arte Dramático de La Habana en 1983.

## Carrera
Comenzó a estudiar actuación en 1978, y ha empezado a actuar en diferentes obras de teatro, televisión y cine. 
Ha participado en telenovelas como El alma no tiene color, Los hombres que la amaron, Una luz en el camino (Bruno), El niño que vino del mar (Nazario) y su retorno a las telenovelas en De que te quiero, te quiero (Padre Juancho). En el cine cubano, ha trabajado bajo la dirección de Fernando Pérez y Manuel Pérez Paredes.

## Filmografía
- 1983: Encuentro con la Historia (ECITV). Director Romano Splinter.
- 1983: Palacio de Justicia (ECITV). Director Belkis Vega.
- 1984: Primero de Enero. Director Miguel Torres.
- 1986: Proa al futuro. Director Miguel Torres.
- 1986: Alegría de Pío. Director Miguel Torres.
- 1987: Asalto al amanecer. Director Miguel Torres.
- 1990: Laura (ECITV). Director Olga Hernández.
- 1995: Quién es mi asesino?(Escuela Internacional de Cine y TV - EICTV). Director Reinaldo Cruz.
- 1997: Amor vertical . Director Arturo Sotto.
- 1998: La vida es silbar . Director Fernando Pérez.
- 2006: Páginas del diario de Mauricio . Director Manuel Pérez.
- 2010: José Martí: El ojo del canario. Director Fernándo Pérez.

## Televisión

### Televisión en México
- 2017: La piloto, de Patricio Wills.
- 2016: Tres veces Ana, de Angelli Nesma Medina.
- 2015: La vecina, de Lucero Suárez.
- 2013-2014: De que te quiero, te quiero, de Lucero Suárez.
- 1999: El niño que vino del mar, de Mapat L. de Zatarain.
- 1998: Una luz en el camino, de Mapat L. de Zatarain.
- 1997: Los hombres que la amaron.
- 1997: El alma no tiene color, de Juan Osorio Ortiz.

### Televisión en Cuba
- Algo más que soñar
- La semilla escondida
- Entre mar y tierra
- Loma arriba
- Hermanos
- Los papaloteros
- De tu sueño a mi sueño
- La luna en la taza
- Otra vez la luna
- El animador (Versión televisiva)
- El capitán San Luis
- Martí: El hombre interminable
- Pasión y prejuicio
- Bolívar
- Día y noche
- Camilo y Che: El coraje y la conciencia

## Teatro
- Romeo y Julieta
- La maravillosa lengua de Paco Perico
- Cantata a Cinco Palmas
- Rumbo a la salida del sol
- Un minuto cantando
- El apagón
- El animador
- El taller del orfebre